# Sällskapet Idun
Sällskapet Idun (dt. ‚Idun-Gesellschaft‘) ist ein 1862 in Stockholm gegründeter Kulturverein für Männer.

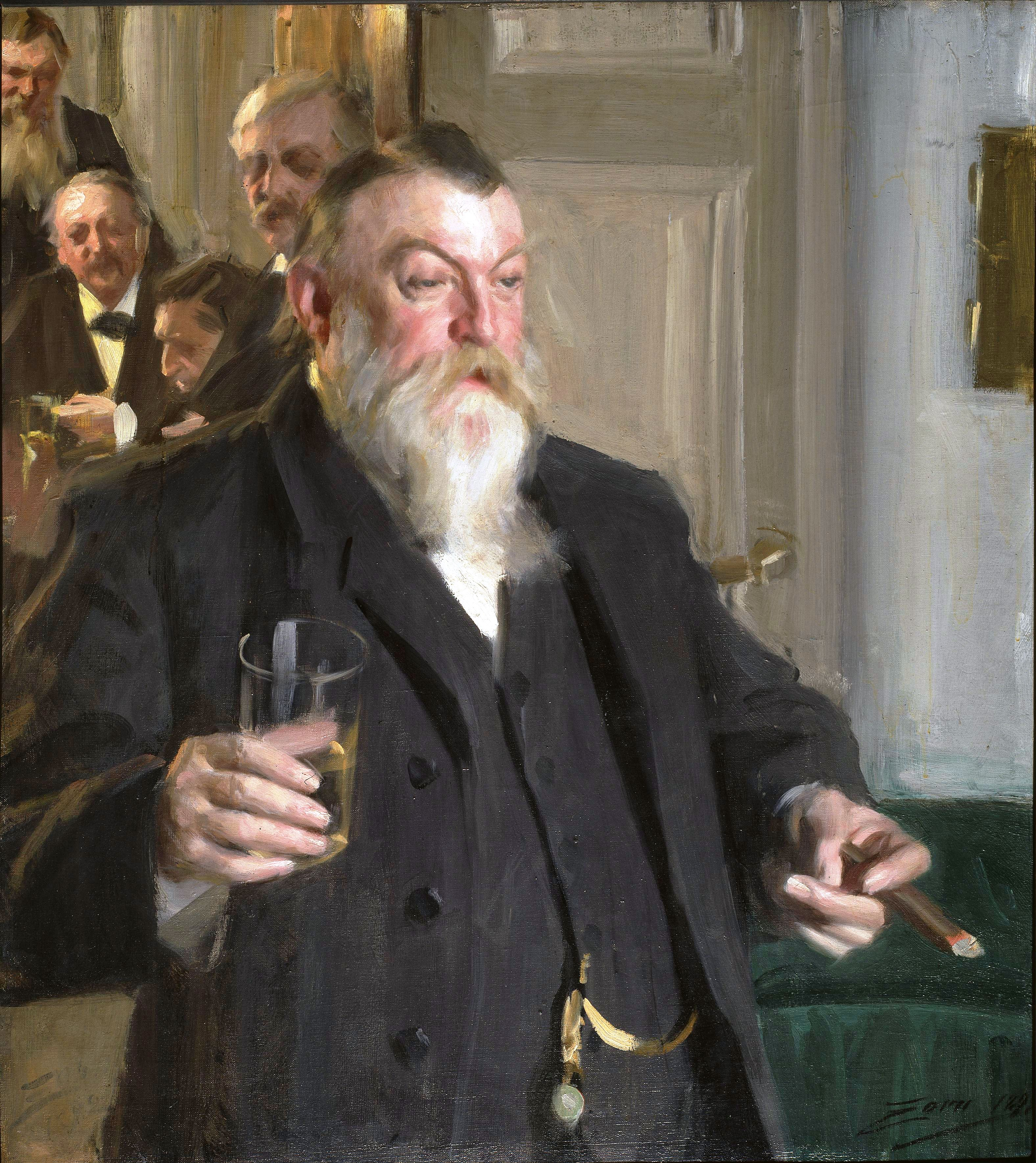
En skål i Idun (Anders Zorn, 1892)

Initiiert wurde die Idun-Gesellschaft 1862 von den Künstlern und Professoren der Kunstakademie Edward Bergh und Johan Fredrik Höckert, dem Komponisten Ivar Hallström, dem Forschungsreisenden und Professor am Schwedischen Naturkundemuseum Adolf Erik Nordenskiöld, dem Professor und Rektor des Karolinska-Instituts Axel Key und dem Bibliothekar der Königlichen Bibliothek Harald Wieselgren. Letzterer war als Sekretär der Gesellschaft mehrere Jahrzehnte lang die verbindende und treibende Kraft. Er ist die Hauptfigur in Anders Zorns Gemälde En skål i Idun (Ein Prosit auf Idun) von 1892.